# Camps de prisonniers de la guerre civile finlandaise

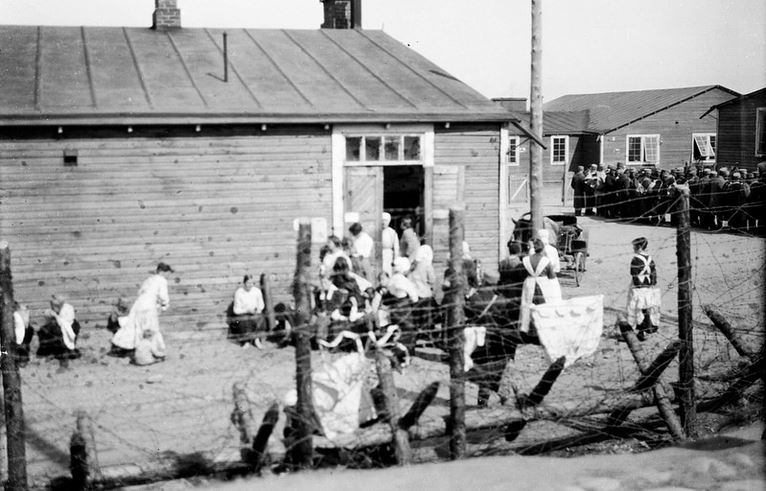
Prisonnières rouges du camp de prisonniers de Tampere en été 1918.

Les camps de prisonniers de la guerre civile finlandaise étaient gérés par les gardes blancs à la suite de la guerre civile finlandaise.

## Description
Il y aura 13 camps principaux, surtout actifs en avril-mai 1918, et 60 plus petits camps de prisonniers de guerre à la fin de la guerre.
Le nombre de  gardes rouges capturés s'élève à environ 80 000 dont 4 700 femmes et 1 500 enfants.
Au total entre 12000 et 14000 prisonniers sont morts en captivité.
Les camps et leurs conditions extrêmes ont plus affecté certaines personnes que la guerre sanglante elle-même alors que les camps ont été entièrement ignorés dans la présentation de l'histoire de la  guerre civile par les gardes blancs .

## Liste des principaux camps
| Camp                                | Lieu                  | Nombre de prisonniers | Victimes | Notes   |
| ----------------------------------- | --------------------- | --------------------- | -------- | ------- |
| Camp de prisonniers de Tammisaari   | Ekenäs                | 8 689                 | 2 997    | [ n 1 ] |
| Camp de prisonniers d'Hämeenlinna   | Hämeenlinna           | 11 482                | 2 464    |         |
| Camp de prisonniers de Tampere      | Tampere               | ~10 000               | ~1 400   | [ n 2 ] |
| Camp de prisonniers d'Hennala       | Lahti                 | ~10 900               | 1 187    | [ n 3 ] |
| Camp de prisonniers de Suomenlinna  | Suomenlinna, Helsinki | 10 000                | 1 400    | ,       |
| Camp de prisonniers de Riihimäki    | Riihimäki             | 8 495                 | 981      | [ n 5 ] |
| Camp de prisonniers de Vyborg       | Vyborg                | 10 350                | 834      |         |
| Camp de prisonniers de Lappeenranta | Lappeenranta          | ~3 000                | 692      |         |
| Camp de prisonniers de Kuopio       | Kuopio                | 2 639                 | 476      |         |
| Camp de prisonniers d'Isosaari      | Isosaari, Helsinki    |                       | ~340     | ,       |
| Camp de prisonniers de Turku        | Turku                 | 3 300                 | 176      | [ n 7 ] |
| Camp de prisonniers d'Oulu          | Oulu                  | 2 100                 | 49       | ,       |
| Camp de prisonniers de Vaasa        | Vaasa                 | 924                   | 15       |         |
| Camp de prisonniers de Santahamina  | Santahamina, Helsinki | ~3 000                | 13       | ,       |
| Camp de prisonniers de Mikkeli      | Mikkeli               | 778                   | 11       |         |
| Camp de prisonniers de Katajanokka  | Katajanokka, Helsinki |                       |          | [ n 6 ] |